# Florent Reusens
Florentius Franciscus (Florent) Reusens (Borsbeek, 22 juli 1886 - aldaar, 23 oktober 1953) was een Belgisch architect en politicus voor het Katholiek Verbond en de KVV.

## Levensloop
Reusens was van beroep landmeter en architect.
Daarnaast was hij politiek actief. In 1921 werd hij aangesteld als burgemeester van Borsbeek. Hij volgde in deze hoedanigheid Edward Corluy op. Zelf werd hij na de gemeenteraadsverkiezingen van 1946 in deze hoedanigheid opgevolgd door Victor Snacken. Bij aanvang van de Duitse bezetting tijdens de België in de Tweede Wereldoorlog werd hij op 21 september 1940 voor drie maanden geschorst uit zijn ambt.
Zijn uitvaartplechtigheid vond plaats in de Sint-Jacobuskerk te Borsbeek. Een laatste rustplaats kreeg hij op de begraafplaats van Borsbeek.